# 席拉
席拉或西拉是东南亚努山塔拉及其周边地区的武术统称，传统上在文莱、印度尼西亚、马来西亚、新加坡、泰国南部、菲律宾南部和越南南部盛行。 席拉有上百种不同的流派，侧重于击打、擒拿、武器运用或其中的某几种组合。
席拉有两个主要的演化版本，文莱、马来西亚和新加坡使用“Silat Melayu”称呼这项防身术，在印度尼西亚的正式名称则是“Pencak Silat”；席拉在专业竞技体育运动领域中，使用“Pencak Silat”作为该项项目的名称，类似于中文中的“武术”。地方方言的名称包括：penca（西爪哇）、dika或padik（泰国）、silek（米南加保）、main-po或maen po（巽他）、gayong或gayung（苏门答腊）。
席拉是东南亚运动会和其他区域性比赛的比赛项目之一，首次亮相是在1987年东南亚运动会和2018年亚运会，这两届运动会均在印度尼西亚举行。 席拉在东南亚几个国家的体育管理机构分别是：文莱全国马来武术联合会（PERSIB）、印度尼西亚班卡西拉协会（IPSI）、马来西亚全国马来武术联合会（PESAKA）和新加坡马来武术联合会（PERSISI），席拉练习者和参赛选手被称为“pesilat”。
席拉可以結合音樂作為禮儀或舞蹈展出，具有很高的觀賞性。 2019年12月，班卡西拉和席拉都被联合国教科文组织列为非物质文化遗产。